# 阿德萊德港 (澳大利亞國會選區)
阿德萊德港選區（英語：Division of Port Adelaide），是澳大利亞南澳大利亞州的下議院已撤銷的選區，包括首府阿德萊德西北，包括阿德萊德港在內。面積253平方公里。
選區始於1949年，是工黨安全的選區。2010年大選，工黨的馬克·巴特勒連任成功，至2019年選區被刪。

## 另見
- 澳大利亞聯邦下議院選舉分區